# Lupenice
Lupenice é uma comuna checa localizada na região de Hradec Králové, distrito de Rychnov nad Kněžnou.